# 김기영 (장기 기사)
김기영(金奇影, 1980년 3월 3일 ~ )은 대한민국 프로 장기 기사이다. 아마추어 시절에 엠게임 장기 대국실에서 "무등산코끼리"라는 아이디를 사용하면서 알려지게 되어 별명이 코끼리가 되었다. 장기 기풍은 상당히 공격적이며, 브레인TV를 통해 장기 대국 해설 및 장기 강좌 방송 프로그램 《실전 수의 발견》을 진행하였다. 그밖에 타이젬장기에서도 인터넷 동영상 강의《초반 포진 전술》를 촬영하였다.

## 약력
- 2004년 프로 입단
- 2005년 제3회 제주도지사배 전문기사부 우승
- 2006년 제6회 KBS 장기왕전 우승, 제5회 국수전 준우승, 임금님매트배 장기 천하전 우승
- 2007년 제15회 명인전 우승, 제1회 한게임 장기 챔피언스리그 3위, 제2회 총재배 장기 최강자전 3위
- 2008년 제1회 이체배 왕위전 우승, 제2회 한게임 장기 챔피언스리그 준우승